# École nationale supérieure de l’énergie, l’eau et l’environnement
Die École nationale supérieure de l'énergie, l'eau et l'environnement (ENSE3) ist eine französische Ingenieurhochschule, die 2008 gegründet wurde.
Die Schule bietet eine Ingenieurausbildung in den Bereichen Energie (Produktion, Transport, Verwaltung und Verteilung, Informationsverarbeitung), Wasser (Hydraulik, Hydrologie, Bauwerke, Bauingenieurwesen) und Umwelt (erneuerbare Energien, Energieeffizienz, Geotechnik, Bodenverschmutzung, Wasserqualität in Flüssen) an.
Die ENSE3 ist in Grenoble. Die Schule ist Mitglied der Grenoble INP.